# Enrico Peruffo
Enrico Peruffo (* 1. August 1985 in Moncalieri) ist ein italienischer Straßenradrennfahrer.
Enrico Peruffo wurde 2003 italienischer Meister im Straßenrennen der Juniorenklasse. In der Saison 2007 belegte er den zweiten Platz beim Memorial Davide Fardelli und 2008 wurde er dort Neunter. 2009 gewann Peruffo das italienische Eintagesrennen Parma-La Spezia, er war bei einem Teilstück des Giro Ciclistico d’Italia erfolgreich und er gewann die Goldmedaille im Straßenrennen bei den Mittelmeerspielen in Pescara.

## Erfolge
2003
- Italienischer Meister – Straßenrennen (Junioren)

2009
- eine Etappe Giro Ciclistico d’Italia
- Mittelmeerspiele – Straßenrennen

## Teams
- 2010 CarmioOro NGC
- 2011 Team Vorarlberg
- 2012 Miche-Guerciotti